# Kronach leuchtet

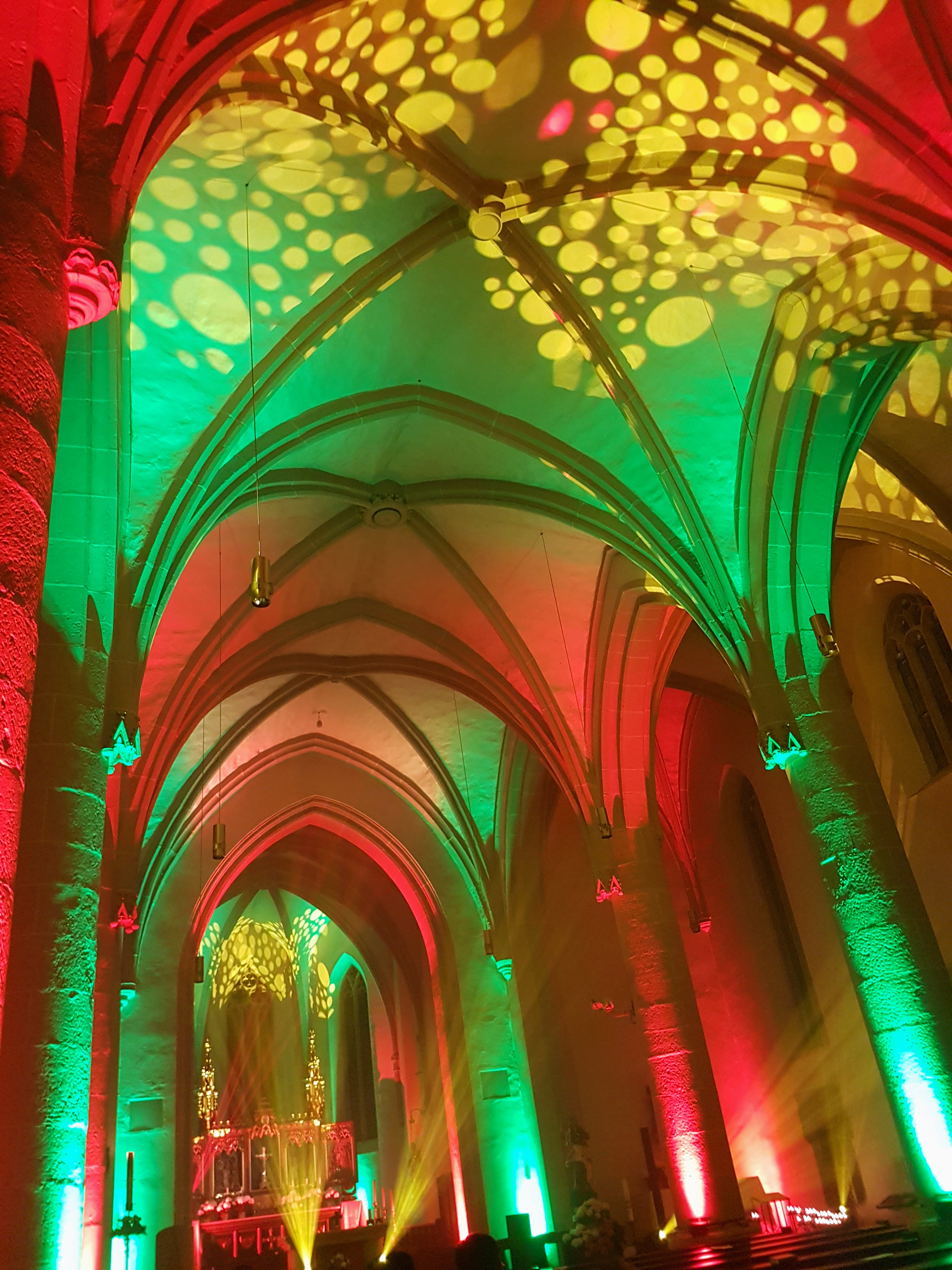
Lichtinstallation im Innenraum der Stadtpfarrkirche St. Johannes der Täufer bei Kronach leuchtet 2017

Kronach leuchtet ist ein jährliches Festival in der oberfränkischen Kreisstadt Kronach. Während der Veranstaltung, die im Frühjahr neun Nächte rund um den 1. Mai stattfindet, sind auf dem sogenannten Lichtweg zahlreiche Lichtkunstwerke und Lichtinstallationen zu sehen. Begleitet werden diese Illuminationen von einem musikalischen Rahmenprogramm.
Das für Besucher ursprünglich kostenlose Festival wird seit 2006 vom Verein Kronach Creativ e. V. ausgerichtet. Es fand zunächst in der Kronacher Innenstadt und im Bereich der direkt nördlich gelegenen Festung Rosenberg statt. Für die Lichtinstallationen waren in den ersten Jahren vor allem Studierende der Hochschule Coburg verantwortlich, inzwischen beteiligen sich auch verschiedene andere deutsche und internationale Hochschulen für Architektur und Lichtdesign in Form von Workshops an der Veranstaltung. Bei vielen der mittlerweile über 70 Installationen handelt es sich zunehmend auch um Projekte von Künstlern, Privatpersonen oder Schulklassen. Finanziert wird das Festival vor allem über Sponsoring durch die lokale Wirtschaft, private Spenden und Einnahmen aus der Veranstaltung.
Aufgrund der COVID-19-Pandemie entfiel das Festival im Jahr 2020 vollständig, 2021 fand es in stark reduzierter Form als dezentrale Lichtkunstausstellung statt. Im Jahr 2022 wurde die Veranstaltung von der Innenstadt auf das Landesgartenschaugelände verlegt und dort zur Kontrolle der Besucherzahlen gegen Zahlung eines Eintrittsgeldes in einem abgetrennten Bereich abgehalten. Wegen stark gestiegener Kosten für die Ausrichtung des Festivals soll dieses Konzept bei zukünftigen Veranstaltungen beibehalten werden.
Das Festival wird jedes Jahr von rund 100.000 Gästen besucht. Wegen der zahlreichen farbenfrohen Motive vor der historischen Stadtkulisse ist Kronach leuchtet besonders bei Fotografen aus ganz Deutschland beliebt. Gefördert wird dies durch einen von den Veranstaltern ausgerichteten Fotowettbewerb; die von einer Jury ausgewählten Bilder werden in einer Ausstellung präsentiert und in Form eines Kunstkalenders herausgegeben, dessen Verkaufserlös mit zur Finanzierung des Festivals dient.